# Glándula mamaria

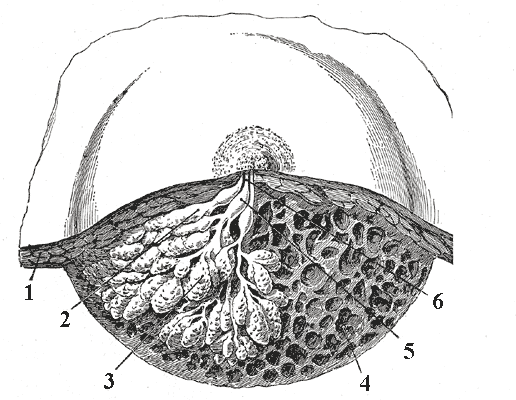
Glándula mamaria en una mama humana durante la lactación. 2.Ducto lactífero/lóbulo, 3.Lóbulo, 5_Seno galactóforo, 6_Ducto galactóforo

Las glándulas mamarias son los órganos que, en todos los mamíferos, producen leche para la alimentación de sus crías, durante las primeras semanas o  meses de vida. De acuerdo con su forma de secreción, son glándulas exocrinas, por verter su contenido al exterior a través de conductos.
En la glándula mamaria se describe una patología benigna y una maligna. Los tipos de cáncer que se desarrollan en la glándula mamaria son: el carcinoma ductal, que ocurre en los conductos, y el carcinoma lobular, que ocurre en los lobulillos.
Cada especie tiene una mama más de las crías que suelen tener.

## Embriología
Las células epiteliales en el embrión forman una estructura primitiva al principio del desarrollo, que luego dará origen al pezón y a una red ductal que se expande de manera centrífuga. La maduración de la glándula en esta etapa embrionaria está  regulada por las interacciones con las estructuras del tejido conjuntivo o mesenquima. 
Las células epiteliales mamarias forman un epitelio de dos capas y pueden separarse básicamente en dos compartimentos distintos: una capa interna en el lumen y una capa externa de células basales.
El sistema glandular también contiene subconjuntos de células madre y células progenitoras, tanto basales como luminales. Las células basales contienen un subconjunto de células madre mamarias (MaSC en inglés), que forman un grupo pequeño que dirige el desarrollo y la reparación de la glándula.
Según algunos autores de principios de siglo XX, estudiosos de la filogenia y ontogenia de la glándula mamaria, esta sería una glándula derivada de la piel (sudorípara o sebácea) modificada.

## Estructura
La glándula mamaria consta de dos elementos fundamentales: los acinos glandulares, donde se encuentran las células productoras de leche, y los conductos, un conjunto de estructuras tubulares y huecas, ramificadas en forma de árbol, cuyas luces confluyen progresivamente en canalículos más y más gruesos hasta terminar en uno de los doce a dieciocho conductos centrales llamados conductos galactóforos.

### Microarquitectura

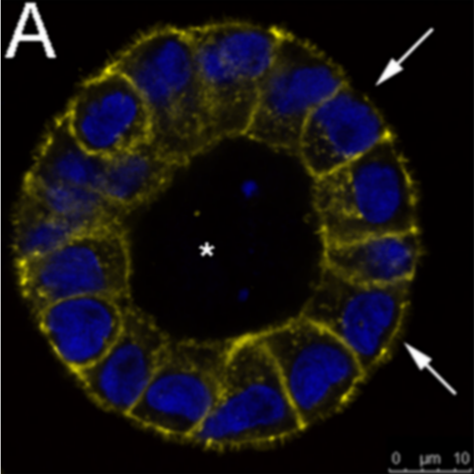
Acino mamario. Células secretoras empacadas estrechamente. Núcleos en azul. Lámina basal indicada por flechas.

Los alvéolos o acinos de la glándula mamaria están formados por células epiteliales secretoras y rodeados por células  mioepiteliales.

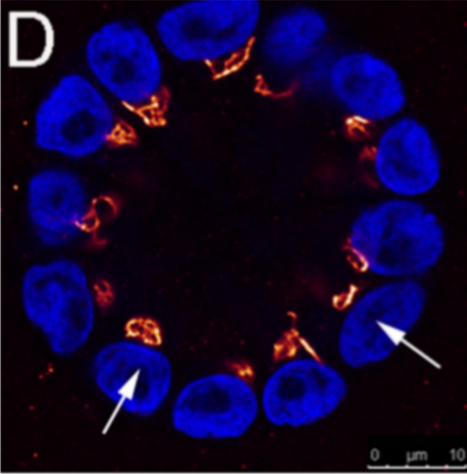
Acino mamario. Células secretoras empacadas estrechamente. Extremo apical secretor: aparato de Golgi en rojo. Núcleos en azul.

Las células epiteliales de los acinos mamarios muestran una polaridad apical-basal marcada. Gracias a esta polaridad son posibles las funciones celulares. La polaridad del citoplasma determina una célula acinar con un dominio de superficie apical secretor y otro dominio basolateral de transporte.

### Fibroblastos
Las últimas décadas de investigación de las glándulas mamarias han revelado múltiples funciones nuevas para los fibroblastos, y han redefinido a las células productoras de colágeno con "función de apoyo al tejido", en importantes elementos reguladores del desarrollo del epitelio.
Estos alvéolos se reúnen formando grupos llamados lóbulos y cada uno de estos lóbulos posee un "ducto galactóforo" (ductus lactiferi en latín) que drena en los orificios del pezón. Mediante las células mioepiteliales, que pueden contraerse de forma similar al músculo liso, la leche es impelida desde los alvéolos, a través de los ductos lactíferos hacia el pezón, donde se almacena en engrosamientos llamados "senos galactóforos". A medida que la cría comienza a succionar se inicia el "reflejo hormonal de relajación" y la leche es segregada.

## Desarrollo

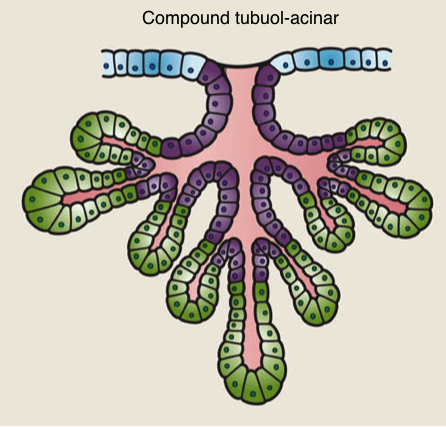
Glándula mamaria o túbulo-acinosa compuesta.

La glándula mamaria se desarrolla en dos fases que son diferentes tanto en la estructura como en la función: una fase ductal y una fase secretora. En la fase ductal, surge un "árbol ramificado" a medida que el brote epitelial mamario invade el estroma graso. Entre el parto y la pubertad, este árbol sufre una ramificación dicotómica repetida. La mayor parte del desarrollo de la glándula mamaria ocurre durante la pubertad.
La segunda fase del desarrollo de la glándula mamaria, o secretora, se inicia como consecuencia del embarazo de la hembra. Se caracteriza por el relleno del estroma interductal con los alvéolos secretores.

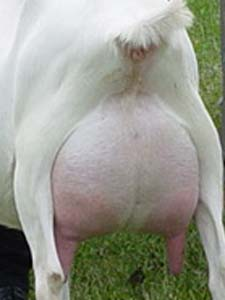
Ubre de una cabra.

Todo el tejido excretor de leche que descarga en un único ducto se denomina "glándula mamaria simple". Se define como "glándula mamaria compuesta" al total de  las glándulas mamarias simples que abastecen un pezón.
Las mujeres tienen normalmente dos glándulas mamarias compuestas, una en cada mama y cada una consta de entre 10 a 12 glándulas simples.
Las glándulas mamarias se distribuyen por toda la mama, aunque las dos terceras partes del tejido glandular se encuentran en los 30 mm más cercanos a la base del pezón. Estas glándulas drenan en el pezón por medio de ductos, cada uno de los cuales tiene su propia abertura o poro. La intrincada red formada por los ductos se ordena de forma radial y converge en el pezón. Sin embargo, los ductos más próximos a este no actúan como reservorios de leche.
El número y posición de las glándulas mamarias simples y compuestas varía ampliamente en los diferentes mamíferos.
La presencia de más de dos pezones se llama politelia y más de dos glándulas mamarias compuestas, polimastia.
Los pezones y las glándulas pueden presentarse en cualquier lugar a lo largo de la línea lactífera, dos líneas paralelas formadas por un engrosamiento de la epidermis en la superficie ventral de los mamíferos de ambos sexos.
En general, la mayoría de los mamíferos desarrollan glándulas pares a lo largo de estas líneas, en número aproximado al de crías que suele tener cada especie. El número de pezones varía desde 2 (en la mayoría de los primates) a 16 (en los cerdos). La zarigüeya norteamericana tiene 13, uno de los pocos mamíferos con número impar.
La siguiente tabla muestra el número y posición de las glándulas en diferentes especies:
| Especies                         | Anterior (torácica) | Intermedia (abdominal) | Posterior (inguinal) | Total |
| -------------------------------- | ------------------- | ---------------------- | -------------------- | ----- |
| Cabra, oveja, caballo, cobaya    | 0                   | 0                      | 2                    | 2     |
| Bovinos                          | 0                   | 0                      | 4                    | 4     |
| Gato                             | 2                   | 2                      | 4                    | 8     |
| Perro                            | 4                   | 2                      | 2-4                  | 8-10  |
| Ratón                            | 6                   | 0                      | 4                    | 10    |
| Rata                             | 6                   | 2                      | 4                    | 12    |
| Cerdo                            | 6                   | 6                      | 4                    | 16    |
| Elefantes, primates, murciélagos | 2                   | 0                      | 0                    | 2     |

Los mamíferos macho habitualmente poseen glándulas y pezones rudimentarios, con unas cuantas excepciones: los ratones no tienen pezones, los caballos no tienen ni glándulas ni pezones y el murciélago de la fruta Dyak tiene glándulas lactantes.
Las glándulas mamarias son auténticas fábricas de proteínas, por lo que varias empresas han diseñado animales transgénicos, principalmente cabras y vacas, para producir proteínas de uso farmacéutico. Las glicoproteínas compuestas, como los anticuerpos monoclonales o la antitrombina, no se pueden producir por ingeniería genética de bacterias y la producción en animales vivos es mucho más barata que el uso de cultivo celular mamífero.
Generalmente las glándulas mamarias funcionan para producir diferentes sustancias lactantes, como la leche, que contiene agua y diferentes vitaminas y minerales. Esta lactancia refuerza la relación madre-hijo debido al ánimo que trae.
Estas glándulas se desarrollan en diferentes etapas. Durante la pubertad, el crecimiento de las mamas es estimulado por las hormonas sexuales, un proceso que culmina alrededor de los 20 años. El desarrollo del tejido adiposo y conectivo aumenta bajo la influencia de otras hormonas como progesterona, prolactina, corticoides y hormona del crecimiento. En el embarazo aumentan los niveles de estrógenos y progesterona, los cuales estimulan el desarrollo glandular. A lo largo de la lactancia se tienden a mantener los cambios anatómicos ocurridos en el embarazo. Durante las primeras horas de la latancia, los repetidos intentos de succión por parte del neonato acaban por provocar la salida de una secreción espesa y amarillenta, rica en colesterol, llamada calostro.

## Patología
En la glándula mamaria se describe una patología benigna y una maligna. 
Benigna
La mastitis es la inflamación de la glándula mamaria. Se produce una obstrucción de los conductos.
Maligna
El carcinoma lobulillar es el cáncer de la glándula mamaria que empieza en los lobulillos. El carcinoma lobulillar puede ser un carcinoma lobulillar in situ (CLIS) o un carcinoma lobulillar invasivo.

- Carcinoma lobulillar in situ constituye entre el 3-5% de los carcinomas de la mama.
- Carcinoma lobulillar infiltrante es un carcinoma con origen en los acinos glandulares de las glándulas mamarias, cuyas células proliferan y acaban por romper la membrana basal e infiltrar los tejidos adyacentes. Representa el 5-10% del total de cánceres de mama.
- Carcinoma ductal es el tipo más común de cáncer de mama. Empieza en el revestimiento de los conductos. El carcinoma ductal puede ser carcinoma ductal in situ (CDIS) o carcinoma ductal invasivo. Representa el 80-90% del total de cánceres de mama.[19]